# Claudia Florentino
Claudia Florentino Vivó (Valencia, España, 10 de marzo de 1998) es una futbolista internacional española. Juega de defensa en el Real Sociedad de la Primera División.

## Trayectoria
Gran parte de su trayectoria la pasó en el Valencia C. F. desde el año 2009 hasta el 2017 donde salió del club para crecer y tener minutos al venir de cantera. Más tarde ficharía por el Fundación Albacete, donde coincidiría con una antigua compañera: Pauleta Sancho, con la que volvería a coincidir años más tarde tras su vuelta al Valencia C. F.
El 11 de septiembre de 2020, Florentino fichó por el Real Madrid Club de Fútbol por 20.000 euros procedente del Fundación Albacete.
En el 2023, volvería a la que fue su casa durante tanto tiempo el Valencia C. F. donde incluso llegó a ser una de las cuatro capitanas del club. En el club estaría hasta junio de 2025 donde además de terminar el contrato con el club che coincidiría con el descenso del mismo. 
Poco después ficharía por la Real Sociedad de momento con contrato de 2 temporadas, hasta el 2027.

## Clubes
| Club                        | País   | Año             |
| --------------------------- | ------ | --------------- |
| Deportivo La Rambleta C. F. | España | 2007-09         |
| Valencia C. F.              | España | 2009-17         |
| Fundación Albacete          | España | 2017-20         |
| Real Madrid C. F.           | España | 2020-23         |
| Valencia C. F.              | España | 2023-2025       |
| Real Sociedad               | España | 2025-Actualidad |